# Kossa
Kossa est à la fois un village et un canton de la commune de Mora, située dans la région de l'Extrême-Nord et le département du Mayo-Sava.

## Géographie
Kossa est situé non loin de la frontière avec le Nigeria, à 20 km au Nord-Est de Mora.
Kossa fait partie des zones inondables de la commune de Mora. Le sol est inondé en saison des pluies et se fendille en saison sèche.
Le canton est irrigué par le Mayo Doulo-Mahoula, le mayo Mtchelyé et le mayo Sava.
La zone, boisée par une forêt communautaire replantée par l'état, est appelée le "Sahel vert". Elle pâtit des coupes clandestines régulières et des feux de brousses,.

## Population
En 1967, la population du village seul de Kossa était estimée à 474 habitants. Le canton comptait lui 2 550 habitants pour une densité de 8,9 habitant/km², ce qui en faisait un canton très peu peuplé.
Lors du recensement de 2005, le canton comptait désormais 5 273 habitants et le village de Kossa lui-même comptait 1 017 habitants dont 493 hommes et 524 femmes.

## Structure administrative du canton
Outre Kossa proprement dit, le groupement comprend les villages suivants :
- Agzawaya
- Ayouri
- Balla Plata
- Bokiri
- Boulongouaré
- Djalla Ramat
- Djamiré Abba Aktaï
- Houro Ganki
- Kessa Gana Doungous
- Kilissawa
- Madjina
- Mogongné
- Ngalbiwa
- Yalema

## Économie et infrastructures
La paille est citée par le Plan communal de développement de Mora comme une ressource économique du village.
Kossa fait partie des 16 localités de la commune de Mora qui sont électrifiées.
La ville abrite un marché hebdomadaire et un marché à bétail qui contribuent à l'économie locale.
Elle abrite aussi un dispensaire de 76 m2.
L'essentiel des terres du canton de Kossa sont de qualité médiocre voire inutilisables pour l'agriculture. Le sud du canton comporte des sols hydromorphes qui peuvent servir de paturages.
Dans les années 1970, le modèle agricole suivant est appliqué :
- 2 ans de culture-mil
- 2 ans de culture-coton
- 2 ans de jachère
- 3 ans de culture Coton/Mil/Coton
- 3 ans de jachère[3]

## Ethnies et langues
On trouve à Kassa des populations Mousgoum, Bornouans, Mouyeng, arabes, foulbé,.
La majorité de la population est musulmane.
Comme dans de nombreuses plaines, les populations arabes et foulbés sont nombreuses et les montagnards peu présents.
Kossa fait partie du périmètre de Doulo-Ganay où a été tenté sans succès l'instauration de zones d'accueil appelées « casiers de colonisation », sous une formule plus souple que celle tentée auparavant à Haïssa-Hardé. Cette initiative administrative visait à aménager des zones cultivables et stimuler une implantation des montagnards dans la plaine.
Parmi les langues parlées à Kossa, on compte le munjuk, le kanuri, le fulfulde, l'arabe .

## Boko Haram
Kossa est une localité qui a été éprouvée par les attaques de Boko Haram.
Le 17 septembre 2014, des combattants surgissent à moto dans Kossa et abattent un homme.
Dans la matinée du 17 septembre 2017, avant 5 h du matin, un double attentat est perpétré par Boko Haram. On dénombre au moins 3 civils tués et 4 blessés. Les kamikazes sont identifiées comme étant deux jeunes filles venant du Nigeria. L'une a fait exploser sa bombe sans toucher personne, la seconde est entrée dans une concession et a tué une femme et deux enfants. Les deux kamikazes sont décédées.